# Lövkulla, Vanda stad
Lövkulla (finska: Päiväkumpu) är en stadsdel i Vanda stad i landskapet Nyland. 
Lövkulla ligger i östra Vanda och gränsar till Sibbo kommun och Lahtisleden i norr och öster. Grannstadsdelar i Vanda är Matar, Räckhals, Havukoski, Haxböle och Kungsbacka. Det finns skola, daghem och rådgivning i Lövkulla och bland de kommersiella tjänsterna en livsmedelsaffär. 